# Moriyoshi
Książę Moriyoshi (jap. 護良親王 Moriyoshi shinnō, także książę Morinaga; ur. 1308, zm. 12 sierpnia 1335) – syn cesarza Go-Daigo, szesnasty siogun w historii oraz pierwszy z siogunów okresu restauracji Kenmu Został zamordowany przez Tadayoshiego Ashikagę w 1335 roku.

## Życie
W wieku 18 lat Moriyoshi, na polecenie cesarza Go-Daigo, został opatem w świątyni Enryaku (Enryaku-ji) na górze Hiei.
Gdy w 1331 roku cesarz Go-Daigo próbował, bez skutku, odzyskać władzę (tzw. wojna Genkō), Moriyoshi uciekł z Enryaku-ji do prowincji Kii i spotkał tam Masashige Kusunokiego. Wytrwale bronili oni małej twierdzy Akasaka przed wojskami rodu Hōjō, ale ostatecznie musieli się wycofać.
Bohaterska obrona przez Masashige twierdzy Chihaya (obok Akasaki), razem z wysiłkami Moriyoshiego w poszukiwaniu ochotników do armii, pozwoliły stworzyć dużą armię wojowników wiernych cesarzowi. W 1333 roku do ich armii dołączyli: Takauji Ashikaga i Yoshisada Nitta. Wkrótce potem władza rodu Hōjō została zniszczona.

## Restauracja Kenmu
Wróciwszy na tron, cesarz Go-Daigo rozpoczął restaurację Kenmu. Najpierw odmówił utalentowanemu Takaujiemu Ashikadze tytułu sioguna (wojownikowi spokrewnionemu z siogunami z rodu Minamoto), a następnie popełnił podwójny błąd, nadając ten tytuł swoim dwóm synom, książętom: Moriyoshiemu i Narinadze, którzy byli cywilami. Zostało to źle odebrane przez klasę samurajów.
W 1334 roku Takauji spreparował dowody na to, że Moriyoshi planuje obalić swego ojca i zmusił cesarza, aby wydał go w jego ręce. Moriyoshi został wysłany do brata Takauji, Tadayoshiego w Kamakurze i został uwięziony w jaskini koło Kamakury na 8 miesięcy. Jaskinia jest teraz na terenie sanktuarium shintō w Kamakurze, nazywającego się Kamakura-gū. Bunt Tokiyukiego Hōjō zmusił Tadayoshiego do opuszczenia Kamakury. Nie mogąc zabrać księcia ze sobą, Tadayoshi rozkazał go ściąć 12 sierpnia 1335 roku. Wybudowana świątynia wokół jaskini, w której więziony był Moriyoshi, została mu poświęcona przez cesarza Meiji w 1869 roku.